# Rue Barthélémy-Delespaul
La rue Barthélémy-Delespaul est une rue de la commune de Lille, dans le département du Nord.

## Situation et accès
Elle débute boulevard Victor-Hugo et rue Solférino et se termine rue des Postes.

## Origine du nom
Cette rue rend hommage à l'industriel Louis Barthélémy-Delespaul (14 avril 1805, Lille - 2 octobre 1854, Lomme) - Filateur de lin - Adjoint au maire. Il fut un généreux donateur pour les hospices de la ville dans le but d'augmenter le nombre de lits d'incurables à l'Hospice Général,.

## Historique
Sur le plan homologué du 24 avril 1860, la rue de Cambrai et la rue Barthélemy-Delespaul ne font qu'une seule voie identifiée sous le numéro 92.

Cette voie déclarée d'utilité publique le 2 juillet 1864, et ouverte en 1865, prend par anticipation, le 12 février 1863, la dénomination de « rue Barthélemy-Delespaul ».

La rue fait partie du réseau de voies ouvertes à la suite  de l'agrandissement de Lille de 1858 dans le nouveau quartier Saint-Michel.
Le 11 octobre 1867, la partie située entre le boulevard Jean-Baptiste-Lebas et le boulevard Paul-Painlevé prend le nom de  rue de Cambrai.

## Bâtiments remarquables et lieux de mémoire
- Le n°11 abrite la Maison Quart Monde, siège de la délégation Nord-Pas-de-Calais d'ATD Quart Monde.
- Au n° 103, l'institut de chimie de la faculté des sciences de Lille a été construit et inauguré en 1894 à l'angle entre la rue Jeanne-d'Arc et la rue Barthélémy-Delespaul. Après le départ de l'Université à Villeneuve-d'Ascq, ce bâtiment fut utilisé dans les années 1970 par l'Institut régional d'administration de Lille actuellement établi dans le quartier de Moulins-Lille ensuite la Bourse du Travail de Lille installé à Fives. Actuellement l'ancien local universitaire est le siège du Tribunal Administratif de Lille.

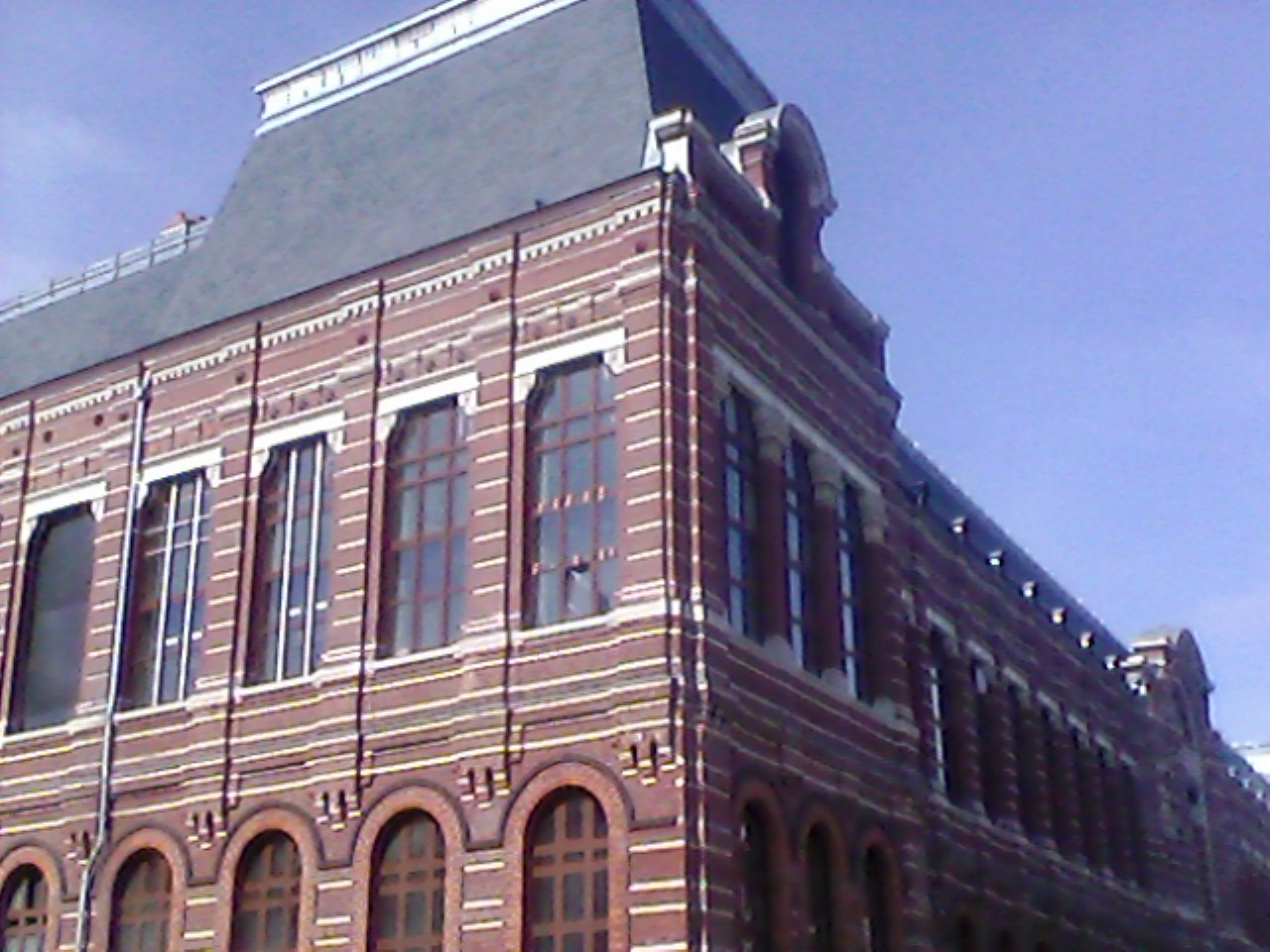
Institut de chimie de Lille, à l'angle avec la Ancien Institut de chimie à l'angle de la rue Jeanne-d'Arc
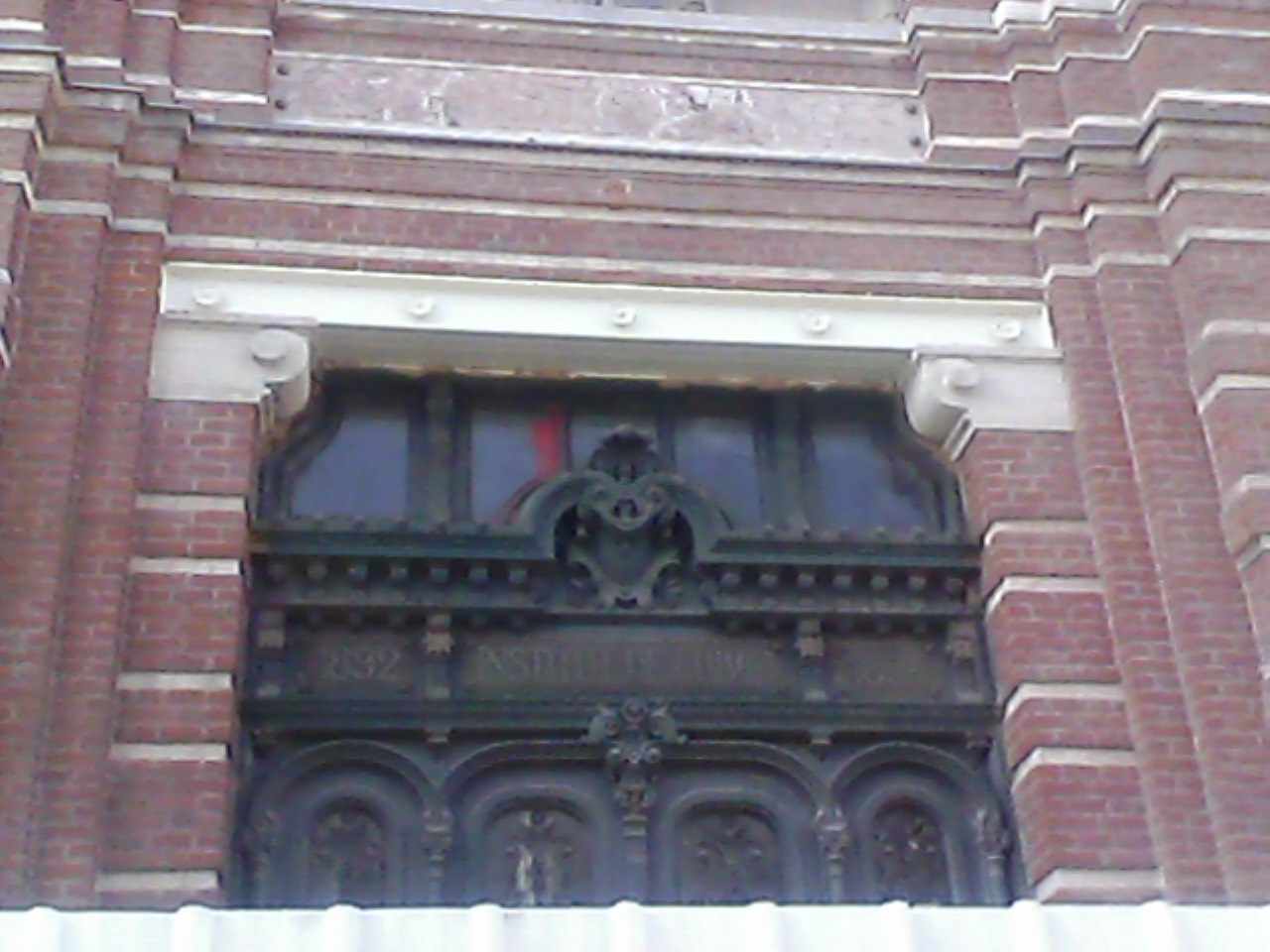
Entrée de l'Institut de chimie de Lille fondé en 1892

- La rue dessert la Cité philanthropique.